# Версхюрен, Себастиан
Себастиан Версхюрен ((нидерл. Sebastiaan Verschuren), родился 7 октября 1988 в Амстердаме, Северная Голландия, Нидерланды)) — голландский пловец, призёр чемпионата мира и Европы по плаванию.

## Биография
Себастиан Версхюрен родился 7 октября 1988 года в городе Амстердам. Тренировался в клубе «Nationaal Zweminstituut Amsterdam», на данный момент состоит в «De Dolfijn». Профессиональную карьеру пловца начал с семнадцати лет выступлением в декабре 2005 года на чемпионате Нидерландов по плаванию на короткой воде. В заплыве на 1500 м свободным стилем он финишировал 7-м.
Дебютное выступление на международной арене состоялся в 2010 году во время чемпионата Европы по водным видам спорта в Будапеште. Участие Версхюрена в категориях 200 м вольным стилем и 4×100 комплексное принесли ему бронзовые медали. Также, бронзовой медалью закончилось его выступление на чемпионате Европы по плаванию на короткой воде 2013 в Хернинге. Голландская команда уступила в финале соперникам из Италии и России. Первое серебро на турнире мирового класса было получено в 2015 году. Во время чемпионата мира по водным видам спорта, что проходил в Казани, Версхюрен в составе голландской четверки завоевал серебряную медаль в категории 4×100 вольным стилем. С результатом 3:23.10 они уступили золото соперникам из США (3:23.05). Триумфом завершилось участие Версхюрена на чемпионате Европы во водным видам спорта 2016 года в Лондоне. Сразу три золотых медали принесли его выступления в категориях: 200 м вольным стилем, 4×200 м вольным стилем и 4×100 м вольным стилем. Кроме того, с результатом 48.32 он завоевал серебряную медаль в заплыве на 100 м вольным стилем, уступив первое место итальянскому сопернику — Лука Дотто (48.25).
На Летней Олимпиаде 2016 года в Рио-де-Женейро Версхюрен финишировал 11-м в полуфинальном заплыве на 200 м вольным стилем.